# Günther von Pogrell

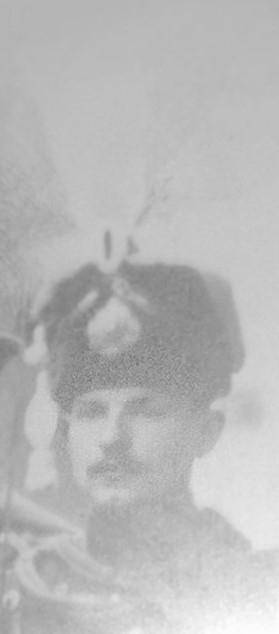
Günther von Pogrell im Jahre 1914

Günther von Pogrell (* 5. Juni 1879 in Nassadel, Landkreis Groß Wartenberg; † 8. Juli 1944 in Bad Reichenhall) war ein deutscher General der Kavallerie.

## Leben
Günther war das siebte Kind des Gutsbesitzers Robert von Pogrell (1838–1887) und dessen Ehefrau Christiane, geboren von Rappard (1840–1896). Er trat als Fahnenjunker in die Preußische Armee ein und war Offizier im Leib-Garde-Husaren-Regiment. Mit diesem kämpfte er im Ersten Weltkrieg u. a. an der Westfront. Für sein Wirken erhielt er beide Klassen des Eisernen Kreuzes und das Verwundetenabzeichen in Schwarz.
Nach Ende des Krieges wurde er in die Reichswehr übernommen und wirkte als Kommandeur und Generalstabsoffizier in verschiedenen Einheiten. So führte er u. a. als Kommandeur die 2. Kavallerie-Division. Von 1936 bis 1938 diente er in der Wehrmacht als Inspekteur der Kavallerie. Im Zweiten Weltkrieg wurde er dann wieder aktiviert. Mitte September 1939 wurde er zum Kommandanten des rückwärtigen Armeegebiets 587 (Korück 587) ernannt. Mitte Januar 1940 wurde er noch in Berlin zum Kommandanten der Oberfeldkommandantur 670 (OFK 670) ernannt. Anfang März 1940 war er Kommandierender General des Höheren Kommandos XXXII in Elverdinghe, zehn Kilometer nordwestlich Ypern. Am 31. März 1942 gab er sein Kommando ab, am 31. Mai 1942 wurde er endgültig aus der Wehrmacht verabschiedet. Er starb 1944 in Bad Reichenhall.
Pogrell heiratete am 8. Oktober 1941 in Berchtesgaden die schwedischstämmige Ragnhild Ingegerd Siri Gräfin von Trampe (* 30. Juni 1899 Braunschweig).